# 헬덴 광장

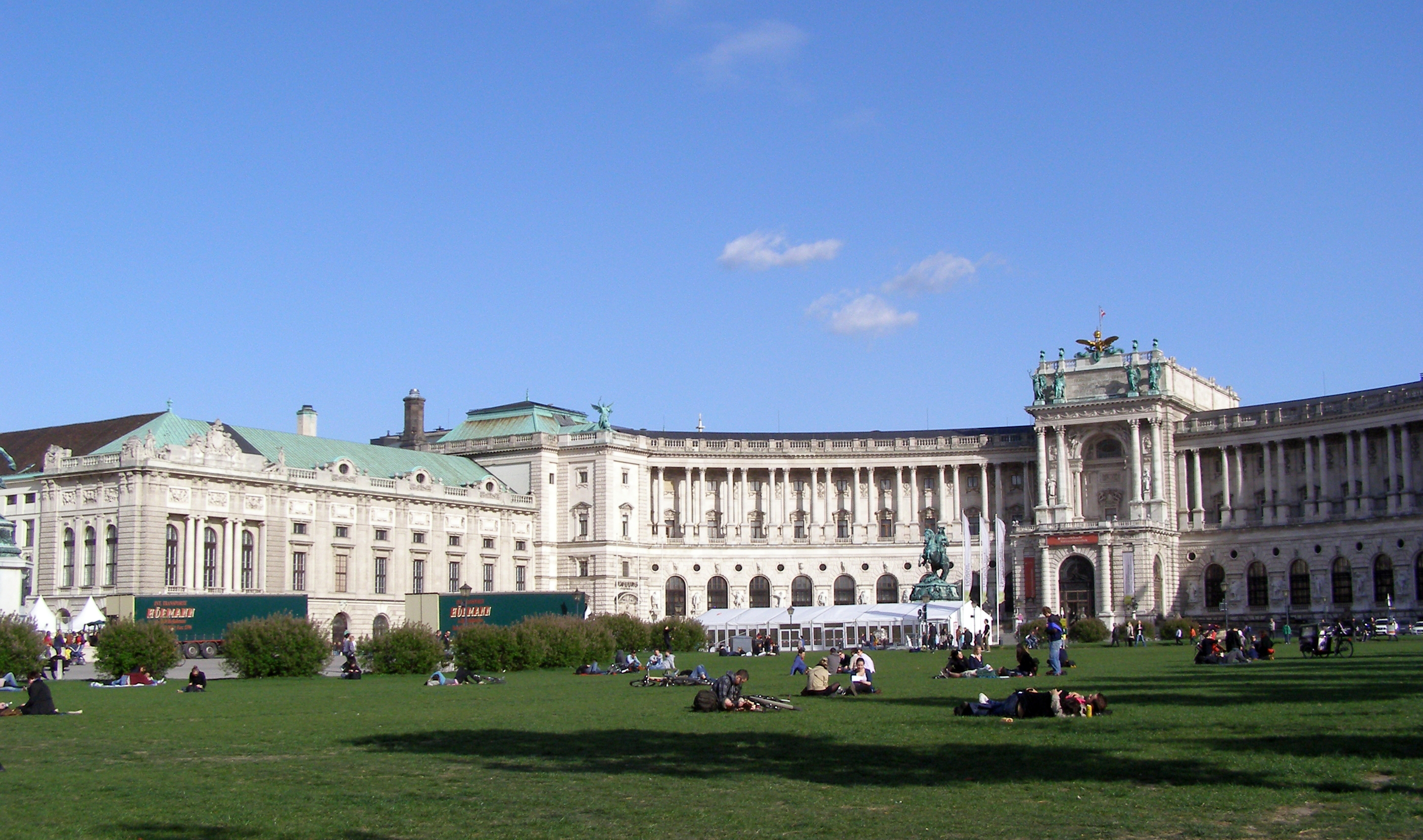
헬덴 광장

헬덴 광장(독일어: Heldenplatz 헬덴플라츠[*]) 또는 영웅광장(英雄廣場)은 오스트리아 빈에 있는 광장이다. 인네레슈타트 지구의 호프부르크 왕궁 앞에 위치해 있다.
역사적인 많은 사건이 이 광장에서 일어났는데, 대표적으로 1938년 3월 15일 나치 독일의 오스트리아 병합 당시 아돌프 히틀러가 연설을 한 것으로도 잘 알려져 있다.